# Giải vô địch bóng đá châu Âu 2016 (Bảng E)
Bảng E của Euro 2016 có sự góp mặt của 4 đội: Bỉ, Ý, Cộng hòa Ireland, Thụy Điển. Bảng này chỉ có Ý là đội duy nhất vô địch châu Âu 1 lần vào năm 1968. Các trận đấu diễn ra từ ngày 13 đến ngày 22 tháng 6 năm 2016.

## Các đội
| Nhóm | Đội tuyển        | Tư cách qua vòng loại | Số lần tham dự | Lần tham dự gần đây nhất | Thành tích tốt nhất    | Xếp hạng UEFA Tháng 10, 2015 | Xếp hạng FIFA Tháng 6, 2016 |
| ---- | ---------------- | --------------------- | -------------- | ------------------------ | ---------------------- | ---------------------------- | --------------------------- |
| E1   | Bỉ               | Nhất bảng B           | 5th            | 2000                     | Á quân (1980)          | 5                            | 2                           |
| E2   | Ý                | Nhất bảng H           | 9th            | 2012                     | Vô địch (1968)         | 6                            | 12                          |
| E3   | Cộng hòa Ireland | Thắng trận play-off   | 3rd            | 2012                     | Vòng bảng (1988, 2012) | 23                           | 33                          |
| E4   | Thụy Điển        | Thắng trận play-off   | 6th            | 2012                     | Bán kết (1992)         | 16                           | 35                          |

Chú thích
1. ↑  Bảng xếp hạng FIFA khu vực châu Âu vào tháng 10 năm 2015 được sử dụng trước khi bốc thăm vòng bảng

## Kết quả
| VT | Đội              | ST | T | H | B | BT | BB | HS | Đ | Giành quyền tham dự     |
| -- | ---------------- | -- | - | - | - | -- | -- | -- | - | ----------------------- |
| 1  | Ý                | 3  | 2 | 0 | 1 | 3  | 1  | +2 | 6 | Vòng đấu loại trực tiếp |
| 2  | Bỉ               | 3  | 2 | 0 | 1 | 4  | 2  | +2 | 6 | Vòng đấu loại trực tiếp |
| 3  | Cộng hòa Ireland | 3  | 1 | 1 | 1 | 2  | 4  | −2 | 4 | Vòng đấu loại trực tiếp |
| 4  | Thụy Điển        | 3  | 0 | 1 | 2 | 1  | 3  | −2 | 1 |                         |

Ở vòng 16 đội:
- Đội nhất bảng E, Ý, đối đầu với đội nhì bảng D, Tây Ban Nha.
- Đội nhì bảng E, Bỉ, đối đầu với đội nhất bảng F, Hungary.
- Đội xếp thứ ba bảng E, Cộng hòa Ireland, đối đầu với đội nhất bảng A, Pháp.

## Các trận đấu
Giờ thi đấu tính theo giờ địa phương (UTC+2)

### Cộng hòa Ireland v Thụy Điển
| Cộng hòa Ireland | 1–1      | Thụy Điển        |
| ---------------- | -------- | ---------------- |
| Hoolahan 48'     | Chi tiết | Clark 71' (l.n.) |

| Cộng hòa Ireland | Thụy Điển |

| TM                      | 23 | Darren Randolph  |     |     |
| HV                      | 2  | Séamus Coleman   |     |     |
| HV                      | 4  | John O'Shea (c)  |     |     |
| HV                      | 3  | Ciaran Clark     |     |     |
| HV                      | 19 | Robbie Brady     |     |     |
| TV                      | 8  | James McCarthy   | 43' | 85' |
| TV                      | 6  | Glenn Whelan     | 77' |     |
| TV                      | 13 | Jeff Hendrick    |     |     |
| TV                      | 20 | Wes Hoolahan     |     | 78' |
| TĐ                      | 14 | Jonathan Walters |     | 64' |
| TĐ                      | 9  | Shane Long       |     |     |
| Vào sân thay người:     |    |                  |     |     |
| TV                      | 11 | James McClean    |     | 64' |
| TĐ                      | 10 | Robbie Keane     |     | 78' |
| TV                      | 7  | Aiden McGeady    |     | 85' |
| Huấn luyện viên trưởng: |    |                  |     |     |
| Martin O'Neill          |    |                  |     |     |

| TM                      | 1  | Andreas Isaksson       |     |     |
| HV                      | 2  | Mikael Lustig          |     | 45' |
| HV                      | 14 | Victor Lindelöf        | 61' |     |
| HV                      | 4  | Andreas Granqvist      |     |     |
| HV                      | 5  | Martin Olsson          |     |     |
| TV                      | 7  | Sebastian Larsson      |     |     |
| TV                      | 18 | Oscar Lewicki          |     | 86' |
| TV                      | 9  | Kim Källström          |     |     |
| TV                      | 6  | Emil Forsberg          |     |     |
| TĐ                      | 11 | Marcus Berg            |     | 59' |
| TĐ                      | 10 | Zlatan Ibrahimović (c) |     |     |
| Vào sân thay người:     |    |                        |     |     |
| HV                      | 3  | Erik Johansson         |     | 45' |
| TĐ                      | 20 | John Guidetti          |     | 59' |
| TV                      | 8  | Albin Ekdal            |     | 86' |
| Huấn luyện viên trưởng: |    |                        |     |     |
| Erik Hamrén             |    |                        |     |     |

| Cầu thủ xuất sắc nhất trận: Wes Hoolahan (Cộng hòa Ireland) Trợ lý trọng tài: Milovan Ristić (Serbia) Dalibor Đurđević (Serbia) Trọng tài bàn: Matej Jug (Slovenia) Các trọng tài phụ (khu vực cấm địa): Danilo Grujić (Serbia) Nenad Đokić (Serbia) Giám sát trận đấu: Jure Praprotnik (Slovenia) |

### Bỉ v Ý
| Bỉ | 0–2      | Ý                             |
| -- | -------- | ----------------------------- |
|    | Chi tiết | Giaccherini 32' · Pellè 90+3' |

| Bỉ | Ý |

| TM                      | 1  | Thibaut Courtois  |       |     |
| HV                      | 23 | Laurent Ciman     |       | 76' |
| HV                      | 2  | Toby Alderweireld |       |     |
| HV                      | 3  | Thomas Vermaelen  |       |     |
| HV                      | 5  | Jan Vertonghen    | 90+2' |     |
| TV                      | 4  | Radja Nainggolan  |       | 62' |
| TV                      | 6  | Axel Witsel       |       |     |
| TĐ                      | 7  | Kevin De Bruyne   |       |     |
| TĐ                      | 8  | Marouane Fellaini |       |     |
| TĐ                      | 10 | Eden Hazard (c)   |       |     |
| TĐ                      | 9  | Romelu Lukaku     |       | 73' |
| Vào sân thay người:     |    |                   |       |     |
| TĐ                      | 14 | Dries Mertens     |       | 62' |
| TĐ                      | 17 | Divock Origi      |       | 73' |
| TĐ                      | 11 | Yannick Carrasco  |       | 76' |
| Huấn luyện viên trưởng: |    |                   |       |     |
| Marc Wilmots            |    |                   |       |     |

| TM                      | 1  | Gianluigi Buffon (c) |     |     |
| HV                      | 15 | Andrea Barzagli      |     |     |
| HV                      | 19 | Leonardo Bonucci     | 78' |     |
| HV                      | 3  | Giorgio Chiellini    | 65' |     |
| TV                      | 16 | Daniele De Rossi     |     | 78' |
| TV                      | 6  | Antonio Candreva     |     |     |
| TV                      | 18 | Marco Parolo         |     |     |
| TV                      | 23 | Emanuele Giaccherini |     |     |
| TV                      | 4  | Matteo Darmian       |     | 58' |
| TĐ                      | 9  | Graziano Pellè       |     |     |
| TĐ                      | 17 | Éder                 | 75' | 75' |
| Vào sân thay người:     |    |                      |     |     |
| HV                      | 2  | Mattia De Sciglio    |     | 58' |
| TĐ                      | 11 | Ciro Immobile        |     | 75' |
| TV                      | 10 | Thiago Motta         | 84' | 78' |
| Huấn luyện viên trưởng: |    |                      |     |     |
| Antonio Conte           |    |                      |     |     |

| Cầu thủ xuất sắc nhất trận: Emanuele Giaccherini (Ý) Trợ lý trọng tài: Simon Beck (Anh) Jake Collin (Anh) Trọng tài bàn: Carlos del Cerro Grande (Tây Ban Nha) Các trọng tài bàn (khu vực cấm địa): Anthony Taylor (Anh) Andre Marriner (Anh) Giám sát trận đấu: Juan Carlos Yuste Jiménez (Tây Ban Nha) |

### Ý v Thụy Điển
| Ý        | 1–0      | Thụy Điển |
| -------- | -------- | --------- |
| Éder 88' | Chi tiết |           |

| Ý | Thụy Điển |

| TM                      | 1  | Gianluigi Buffon (c) | 90+3' |     |
| HV                      | 15 | Andrea Barzagli      |       |     |
| HV                      | 19 | Leonardo Bonucci     |       |     |
| HV                      | 3  | Giorgio Chiellini    |       |     |
| TV                      | 8  | Alessandro Florenzi  |       | 85' |
| TV                      | 18 | Marco Parolo         |       |     |
| TV                      | 16 | Daniele De Rossi     | 69'   | 74' |
| TV                      | 23 | Emanuele Giaccherini |       |     |
| TV                      | 6  | Antonio Candreva     |       |     |
| TĐ                      | 9  | Graziano Pellè       |       | 60' |
| TĐ                      | 17 | Éder                 |       |     |
| Vào sân thay người:     |    |                      |       |     |
| TĐ                      | 7  | Simone Zaza          |       | 60' |
| TV                      | 10 | Thiago Motta         |       | 74' |
| TV                      | 14 | Stefano Sturaro      |       | 85' |
| Huấn luyện viên trưởng: |    |                      |       |     |
| Antonio Conte           |    |                      |       |     |

| TM                      | 1  | Andreas Isaksson       |     |     |
| HV                      | 14 | Victor Lindelöf        |     |     |
| HV                      | 3  | Erik Johansson         |     |     |
| HV                      | 4  | Andreas Granqvist      |     |     |
| HV                      | 5  | Martin Olsson          | 90' |     |
| TV                      | 7  | Sebastian Larsson      |     |     |
| TV                      | 8  | Albin Ekdal            |     | 79' |
| TV                      | 9  | Kim Källström          |     |     |
| TV                      | 6  | Emil Forsberg          |     | 79' |
| TĐ                      | 20 | John Guidetti          |     | 85' |
| TĐ                      | 10 | Zlatan Ibrahimović (c) |     |     |
| Vào sân thay người:     |    |                        |     |     |
| TV                      | 21 | Jimmy Durmaz           |     | 79' |
| TV                      | 18 | Oscar Lewicki          |     | 79' |
| TĐ                      | 11 | Marcus Berg            |     | 85' |
| Huấn luyện viên trưởng: |    |                        |     |     |
| Erik Hamrén             |    |                        |     |     |

| Cầu thủ xuất sắc nhất trận: Éder (Italy) Trợ lý trọng tài: György Ring (Hungary) Vencel Tóth (Hungary) Trọng tài bàn: Clément Turpin (Pháp) Các trọng tài bàn (khu vực cấm địa): Tamás Bognár (Hungary) Ádám Farkas (Hungary) Giám sát trận đấu: Nicolas Danos (Pháp) |

### Bỉ v Cộng hòa Ireland
| Bỉ                              | 3–0      | Cộng hòa Ireland |
| ------------------------------- | -------- | ---------------- |
| R. Lukaku 48', 70' · Witsel 61' | Chi tiết |                  |

| Bỉ | Cộng hòa Ireland |

| TM                      | 1  | Thibaut Courtois  |     |     |
| HV                      | 16 | Thomas Meunier    |     |     |
| HV                      | 2  | Toby Alderweireld |     |     |
| HV                      | 3  | Thomas Vermaelen  | 49' |     |
| HV                      | 5  | Jan Vertonghen    |     |     |
| TV                      | 6  | Axel Witsel       |     |     |
| TV                      | 19 | Moussa Dembélé    |     | 57' |
| TĐ                      | 11 | Yannick Carrasco  |     | 64' |
| TĐ                      | 7  | Kevin De Bruyne   |     |     |
| TĐ                      | 10 | Eden Hazard (c)   |     |     |
| TĐ                      | 9  | Romelu Lukaku     |     | 83' |
| Vào sân thay người:     |    |                   |     |     |
| TV                      | 4  | Radja Nainggolan  |     | 57' |
| TĐ                      | 14 | Dries Mertens     |     | 64' |
| TĐ                      | 20 | Christian Benteke |     | 83' |
| Huấn luyện viên trưởng: |    |                   |     |     |
| Marc Wilmots            |    |                   |     |     |

| TM                      | 23 | Darren Randolph |     |     |
| HV                      | 2  | Séamus Coleman  |     |     |
| HV                      | 4  | John O'Shea (c) |     |     |
| HV                      | 3  | Ciaran Clark    |     |     |
| HV                      | 17 | Stephen Ward    |     |     |
| TV                      | 13 | Jeff Hendrick   | 42' |     |
| TV                      | 6  | Glenn Whelan    |     |     |
| TV                      | 8  | James McCarthy  |     | 62' |
| TV                      | 19 | Robbie Brady    |     |     |
| TĐ                      | 20 | Wes Hoolahan    |     | 71' |
| TĐ                      | 9  | Shane Long      |     | 79' |
| Vào sân thay người:     |    |                 |     |     |
| TV                      | 11 | James McClean   |     | 62' |
| TV                      | 7  | Aiden McGeady   |     | 71' |
| TĐ                      | 10 | Robbie Keane    |     | 79' |
| Huấn luyện viên trưởng: |    |                 |     |     |
| Martin O'Neill          |    |                 |     |     |

| Cầu thủ xuất sắc nhất trận: Axel Witsel (Bỉ) Trợ lý trọng tài: Bahattin Duran (Thổ Nhĩ Kỳ) Tarık Ongun (Thổ Nhĩ Kỳ) Trọng tài bàn: Benoît Bastien (Pháp) Các trọng tài phụ (khu vực cấm địa): Hüseyin Göçek (Thổ Nhĩ Kỳ) Barış Şimşek (Thổ Nhĩ Kỳ) Giám sát trận đấu: Frédéric Cano (Pháp) |

### Ý v Cộng hòa Ireland
| Ý | 0–1      | Cộng hòa Ireland |
| - | -------- | ---------------- |
|   | Chi tiết | Brady 85'        |

| Ý | Cộng hòa Ireland |

| TM                      | 12 | Salvatore Sirigu      | 39'   |     |
| HV                      | 15 | Andrea Barzagli       | 78'   |     |
| HV                      | 19 | Leonardo Bonucci (c)  |       |     |
| HV                      | 5  | Angelo Ogbonna        |       |     |
| TV                      | 10 | Thiago Motta          |       |     |
| TV                      | 21 | Federico Bernardeschi |       | 60' |
| TV                      | 14 | Stefano Sturaro       |       |     |
| TV                      | 8  | Alessandro Florenzi   |       |     |
| TV                      | 2  | Mattia De Sciglio     |       | 81' |
| TĐ                      | 7  | Simone Zaza           | 87'   |     |
| TĐ                      | 11 | Ciro Immobile         |       | 74' |
| Vào sân thay người:     |    |                       |       |     |
| HV                      | 4  | Matteo Darmian        |       | 60' |
| TĐ                      | 20 | Lorenzo Insigne       | 90+1' | 74' |
| TV                      | 22 | Stephan El Shaarawy   |       | 81' |
| Huấn luyện viên trưởng: |    |                       |       |     |
| Antonio Conte           |    |                       |       |     |

| TM                      | 23 | Darren Randolph    |     |     |
| HV                      | 2  | Séamus Coleman (c) |     |     |
| HV                      | 12 | Shane Duffy        |     |     |
| HV                      | 5  | Richard Keogh      |     |     |
| HV                      | 17 | Stephen Ward       | 73' |     |
| TV                      | 13 | Jeff Hendrick      |     |     |
| TV                      | 11 | James McClean      |     |     |
| TV                      | 8  | James McCarthy     |     | 77' |
| TĐ                      | 19 | Robbie Brady       |     |     |
| TĐ                      | 21 | Daryl Murphy       |     | 70' |
| TĐ                      | 9  | Shane Long         | 39' | 90' |
| Vào sân thay người:     |    |                    |     |     |
| TV                      | 7  | Aiden McGeady      |     | 70' |
| TV                      | 20 | Wes Hoolahan       |     | 77' |
| TV                      | 22 | Stephen Quinn      |     | 90' |
| Huấn luyện viên trưởng: |    |                    |     |     |
| Martin O'Neill          |    |                    |     |     |

| Cầu thủ xuất sắc nhất trận: Robbie Brady (Cộng hòa Ireland) Trợ lý trọng tài: Octavian Șovre (România) Sebastian Gheorghe (România) Trọng tài bàn: Anastasios Sidiropoulos (Hy Lạp) Các trọng tài phụ (khu vực cấm địa): Alexandru Tudor (România) Sebastian Colţescu (România) Giám sát trận đấu: Damianos Efthymiadis (Hy Lạp) |

### Thụy Điển v Bỉ
| Thụy Điển | 0–1      | Bỉ             |
| --------- | -------- | -------------- |
|           | Chi tiết | Nainggolan 84' |

| Thụy Điển | Bỉ |

| TM                      | 1  | Andreas Isaksson       |     |     |
| HV                      | 14 | Victor Lindelöf        |     |     |
| HV                      | 3  | Erik Johansson         | 36' |     |
| HV                      | 4  | Andreas Granqvist      |     |     |
| HV                      | 5  | Martin Olsson          |     |     |
| TV                      | 7  | Sebastian Larsson      |     | 70' |
| TV                      | 8  | Albin Ekdal            | 33' |     |
| TV                      | 9  | Kim Källström          |     |     |
| TV                      | 6  | Emil Forsberg          |     | 82' |
| TĐ                      | 11 | Marcus Berg            |     | 63' |
| TĐ                      | 10 | Zlatan Ibrahimović (c) |     |     |
| Vào sân thay người:     |    |                        |     |     |
| TĐ                      | 20 | John Guidetti          |     | 63' |
| TV                      | 21 | Jimmy Durmaz           |     | 70' |
| TV                      | 22 | Erkan Zengin           |     | 82' |
| Huấn luyện viên trưởng: |    |                        |     |     |
| Erik Hamrén             |    |                        |     |     |

| TM                      | 1  | Thibaut Courtois  |       |       |
| HV                      | 16 | Thomas Meunier    | 30'   |       |
| HV                      | 2  | Toby Alderweireld |       |       |
| HV                      | 3  | Thomas Vermaelen  |       |       |
| HV                      | 5  | Jan Vertonghen    |       |       |
| TV                      | 4  | Radja Nainggolan  |       |       |
| TV                      | 6  | Axel Witsel       | 45+1' |       |
| TĐ                      | 11 | Yannick Carrasco  |       | 71'   |
| TĐ                      | 7  | Kevin De Bruyne   |       |       |
| TĐ                      | 10 | Eden Hazard (c)   |       | 90+3' |
| TĐ                      | 9  | Romelu Lukaku     |       | 87'   |
| Vào sân thay người:     |    |                   |       |       |
| TĐ                      | 14 | Dries Mertens     |       | 71'   |
| TĐ                      | 20 | Christian Benteke |       | 87'   |
| TĐ                      | 17 | Divock Origi      |       | 90+3' |
| Huấn luyện viên trưởng: |    |                   |       |       |
| Marc Wilmots            |    |                   |       |       |

| Cầu thủ xuất sắc nhất trận: Eden Hazard (Bỉ) Trợ lý trọng tài: Mark Borsch (Đức) Stefan Lupp (Đức) Trọng tài bàn: Matej Jug (Slovenia) Các trọng tài phụ (khu vực cấm địa): Bastian Dankert (Đức) Marco Fritz (Đức) Giám sát trọng tài: Jure Praprotnik (Slovenia) |